# Андрей Парушев
Андрей Дяков Парушев е виден български лекар практикувал в град Шумен преди и след Освобождението на България.

## Биография
Роден е през 1847 г. в Шумен в семейството на абаджия. Първоначално учи в родния си град при Добри Войников и Анастас Гранитски. С материалната помощ на Маринчо Бенли продължава образованието си в Медицинското училище в Букурещ. Там в периода 1862 – 1868 г. учи фармация. Специализира в Торино, Италия и Франция (1868 – 1872 г.). От 1872 г. се установява в Шумен като окръжен лекар. Член и председател на читалището „Архангел Михаил“ (1874; 1877 – 1878 г.). Спомоществовател е на Българското книжовно дружество и Цариградското българско читалище. На Цариградската посланическа конференция (13 декември 1876 г.) русенските общественици връчват политически програми на дипломатите на Австро-Унгария, Франция и Англия. Сред авторите на тези програми, озаглавени „Желанията на българите“ и „Желания на българската нация“ е Андрей Парушев, който участва в тях по инициатива на БЦБО.
Участва при настаняването на бежанците от Ески Джумая (Търговище) след опожаряването на града от турските войски на 16 януари 1878 година.
Сключил брак с Мария Димитриева, сестра на ген. Илия Димитриев. Имали са две деца, едно от които е починало малко, другото е Любица Андреева родена на 24 септември 1877 г. в Шумен. 
След Освобождението организира и ръководи болницата в града и развива широка санитарно-противоепидемична дейност. Избран е за депутат в Учредителното събрание в Търново през 1879 година. Консерватор по убеждение. Отказва да подпише конституцията, след като му отказват да го пуснат в отпуска поради болест на сина му, и напуска събранието. Народен представител и във 2 велико народно събрание. От 1880 година преминава на военна служба като началник на военната болница и дивизионен лекар. От 1890 г. застава начело на градската болница. В списъка на имащите право да бъдат избирани в Държавния съвет, но се класира на 40 място при изборите.
Умира на 12 май 1895 година.